# Vitale Candiano
Vitale Candiano (?, 10. század – Velence, 1018) volt a huszonnegyedik dózse Velencében. Mindössze 14 hónapon keresztül uralta a kereskedőváros politikáját. Ennek a rövid regnálásnak feltehetőleg az volt az oka, hogy a korabeli Velencei Köztársaság hatalmi viszonyai, politikai berendeződése éppen átalakulóban volt.

## Élete
III. Pietro Candiano dózse gyermekeként született, tehát nem azonos Grado pátriárkájával, akit szintén Vitale Candianónak hívtak. Ez utóbbi a dózsévé választott Vitale unokaöccse volt. 978-ban választotta meg a velencei nép dózsénak, de egyetlen komolyabb intézkedés sem maradt fenn neve alatt. Mindössze az ismeretes uralkodásáról, hogy a rossz emlékeket keltő Candiano név ezúttal nem kapcsolódott össze a zsarnoksággal.
Alig több mint egy évvel később, csakúgy, mint elődje, egy kolostorba vonult vissza. A korabeli krónikák szerint azért, mert nem bírta elviselni a családjával szemben még mindig élénken élő előítéleteket.